# استوديوهات أي بي سي
استوديوهات أي بي سي للإنتاج التلفزيوني أو ستوديوهات هيئة الإذاعة الأمريكية للإنتاج التلفزيوني (بالإنجليزية:ABC Television Productions, LLC) شركة إنتاج تلفزيوني أمريكية، تابعة لمجموعة ديزني-أي بي سي التلفزيونية، أسست الشركة في عام 1985، وغير اسمها للاسم الحال في عام 2007.

## برامج تلفزيونية أنتجتها الشركة

### برامج حالية
| العنوان             | السنة     | القناة                 |
| ------------------- | --------- | ---------------------- |
| السباق المدهش       | 2001–الآن | سي بي إس               |
| جيمي كيميل لايف!    | 2003–الآن | هيئة الإذاعة الأمريكية |
| غريز أناتومي        | 2005–الآن | هيئة الإذاعة الأمريكية |
| عقول إجرامية        | 2005–الآن | سي بي إس               |
| كان ياما كان        | 2011–الآن | هيئة الإذاعة الأمريكية |
| فضيحة               | 2012–الآن | هيئة الإذاعة الأمريكية |
| عملاء شيلد          | 2013–الآن | هيئة الإذاعة الأمريكية |
| كيف تفلت بجريمة قتل | 2014–الآن | هيئة الإذاعة الأمريكية |
| ديرديفيل            | 2015–الآن | نتفليكس                |
| كوانتيكو            | 2015–الآن | هيئة الإذاعة الأمريكية |
| الدكتور كين         | 2015–الآن | هيئة الإذاعة الأمريكية |

### برامج سابقة
| العنوان          | السنة   | القناة                 |
| ---------------- | ------- | ---------------------- |
| 8 قواعد بسيطة    | 2002–05 | هيئة الإذاعة الأمريكية |
| وفقا لجيم        | 2001–09 | هيئة الإذاعة الأمريكية |
| إيلياس           | 2001–06 | هيئة الإذاعة الأمريكية |
| الاخوة والاخوات  | 2006–11 | هيئة الإذاعة الأمريكية |
| كاسل             | 2009–16 | هيئة الإذاعة الأمريكية |
| ربات بيوت يائسات | 2004–12 | هيئة الإذاعة الأمريكية |
| فلاش فورورد      | 2009–10 | هيئة الإذاعة الأمريكية |
| شبح هامس         | 2005–10 | سي بي أس               |
| النهايات السعيدة | 2011–13 | هيئة الإذاعة الأمريكية |
| هوب وفيث         | 2003–05 | هيئة الإذاعة الأمريكية |
| كايل إكس واي     | 2006–09 | هيئة الإذاعة الأمريكية |
| الضياع           | 2004–10 | هيئة الإذاعة الأمريكية |
| زوجتي وأطفالي    | 2001–05 | هيئة الإذاعة الأمريكية |
| طريق أكتوبر      | 2007–08 | هيئة الإذاعة الأمريكية |
| إدراك حسي        | 2012–15 | تي أن تي               |
| سامانثا من؟      | 2007–09 | هيئة الإذاعة الأمريكية |
| سكرابز           | 2001–10 | هيئة الإذاعة الأمريكية |
| بيتي القبيحة     | 2006–10 | هيئة الإذاعة الأمريكية |

## وصلات خارجية
الموقع الرسمي